# L'Amour coté en bourse
Pour plus de détails, voir Fiche technique et Distribution.
L'Amour coté en bourse (Road to Ruin) est un film franco-américain réalisé par Charlotte Brandström, sorti en 1991.

## Fiche technique
- Titre original : L'Amour coté en bourse
- Titre français : Road to Ruin
- Réalisation : Charlotte Brandström
- Scénario : Rick Gitelson (en), Eric Freiser et Erik Anjou
- Photographie : Jean-Yves Le Mener
- Musique : John Goldstein
- Production : Monique Annaud, Jean-Marc Auclair, Eric Freiser, Rick Gitelson (en) et Daniel Marquet
- Pays d'origine : France - États-Unis
- Format : Couleurs
- Genre : comédie romantique
- Durée : 92 minutes
- Date de sortie : 1991

## Distribution
- Peter Weller : Jack Sloan
- Carey Lowell : Jessie Tailor
- Michel Duchaussoy : Julien Boulet
- Jean Guichard : Chauffeur de taxi
- Eléonore Klarwein : Jeune femme
- Silvie Laguna : Sarah
- Nathalie Presles : Assistante
- Nathalie Auffret : Jeune femme à la galerie d'art